# IPadOS 18
iPadOS 18 è la sesta versione del sistema operativo iPadOS di Apple, pubblicata il 16 settembre 2024. È stata annunciata alla Worldwide Developers Conference (WWDC) il 10 giugno 2024 e lo stesso giorno è stata pubblicata la prima beta per gli sviluppatori.

## Descrizione
Viene introdotta l'app Calcolatrice anche per iPad, oltre all'app Password. Viene ridisegnata l'app Foto. Viene introdotta l'Apple Intelligence per tutti gli iPad con processori Apple Silicon della Serie M.

## Dispositivi supportati
Per installare iPadOS 18, occorre disporre di uno dei seguenti dispositivi:
- iPad Pro (3ª gen. o successiva)
- iPad Air (3ª gen. o successiva)
- iPad (7ª gen. o successiva)
- iPad mini (5ª gen. o successiva)

## Versioni correnti
| Versione | Versione              | Dispositivi  | Dispositivi | Dispositivi        | Dispositivi |
| Numero   | Data di distribuzione | iPad Pro     | iPad Air    | iPad               | iPad mini   |
| -------- | --------------------- | ------------ | ----------- | ------------------ | ----------- |
| 18.6.2   | 20 agosto 2025        | 3G · 4G · 5G | 3G · 4G     | 7G · 8G · 9G - 10G | 5G · 6G     |